# Горски штаб српске четничке организације
Горски штаб српске четничке организације један је од делова (одбора) за време четничке акције у Македонији. Организован је на планини Козјак 1904. године. Касније је Горски штаб за Источно Повардарје остао на Козјаку, а за Западно Повардарје је био у Поречу.
Војводе је постављао Централни одбор српске четничке организације, на основу препорука шефа горског штаба и надлежног теренског одбора. Сви шефови горских штабова истовремено су постојали и војводе.